# یعقوب و عیسو

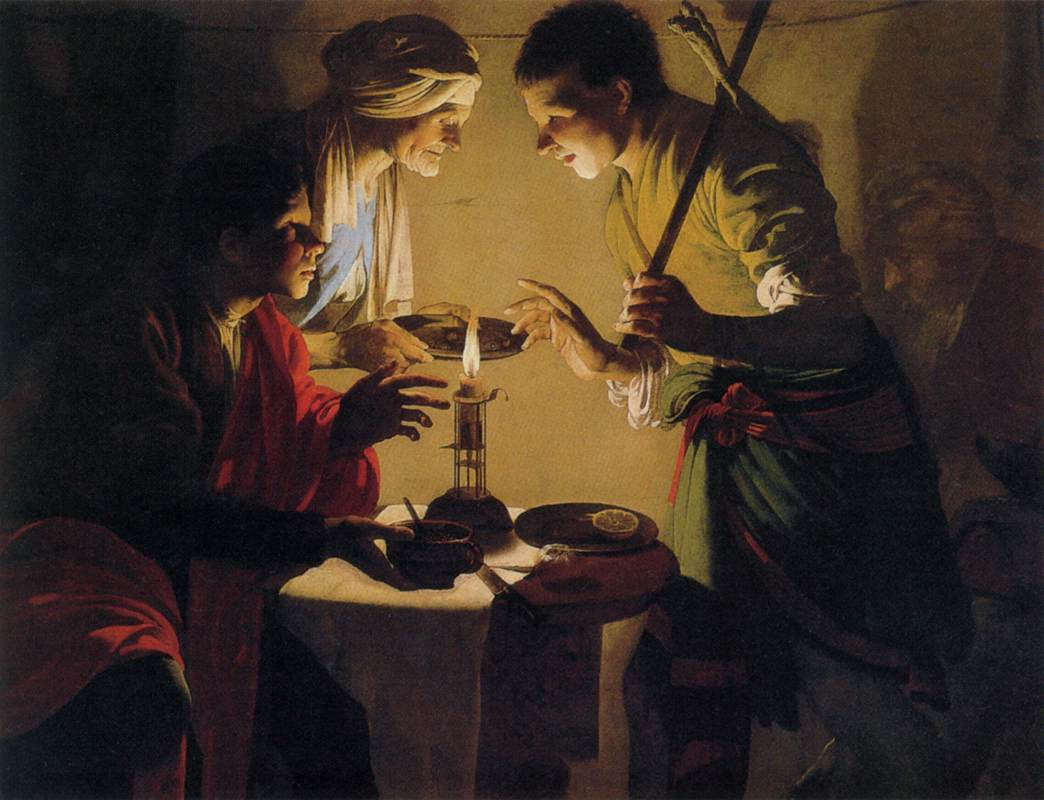
عیسو حق تولدش را می‌فروشد، هندریک تر بروگن ۱۶۲۷.

یعقوب و عیسو (انگلیسی: Jacob and Esau) در کتاب مقدس و سفر پیدایش از رابطه بین دوقلوهای برادر، یعقوب و عیسو، پسران اسحاق و ربه‌کا صحبت می‌کند. داستان بر روی از دست دادن حق اولیت عیسو به یعقوب و درگیری بعدی که بین ملل نسل آنها رخ داد به دلیل فریب پدر پیر و نابینا، اسحاق توسط یعقوب به منظور دریافت حق اولیت/برکت عیسو از اسحاق رخ داد، متمرکز است.
این درگیری برای دریافت حق اولیت با محبت والدین به فرزند مورد علاقه خود نیز درگیر بود: پدر اسحاق عیسو را دوست داشت، اما ربکا، یعقوب را دوست داشت. فرزندان با هم جنگیدند و و برای سؤال از خداوند رفت و خداوند به او گفت: د «و قوم در شکم تو هستند و دو نوع مردم از بطن تو جدا شود و یک قوم از قوم دیگر نیرومندتر باشد و بزرگتر به جوان تر خدمت کند.
»
پیدایش ۲۵:۲۶[۳] بیان می‌کند که عیسو قبل از یعقوب به دنیا آمد، یعقوب در حالی که پاشنهٔ برادر بزرگ‌ترش را گرفته بود، به‌گونه‌ای که می‌خواست عیسو را به داخل رحم بازگرداند تا بتواند اول‌زاده شود، بعد از او به دنیا آمد. نام یعقوب به معنای «او پاشنه پا را می‌گیرد» است که یک اصطلاح عبری برای رفتار فریبنده است.
یوستوس کنشت می‌گوید: «حکمت خدا را که نیکی را از شر بیرون می‌آورد، می‌توان از این داستان آموخت. خداوند متعال از ابتدا، یا بهتر است بگوییم از ازل، یعقوب را به عنوان وارث وعده‌های خود برگزید. خطاهای انسانها (مانند ترجیح اسحاق برای عیسو، نیرنگ یعقوب و نفرت عیسو) نتوانست آنچه را که او مقرر کرده بود تغییر دهد، برعکس، آنها تحت هدایت الهی برای انجام آن خدمت کردند. به ویژه یعقوب تقویت شد. با توکل بر خدا و با عواقب فریب و تبعید و بندگی طولانی خود پاک شد و نزد آنان به خضوع و تقوا تصدیق شد و به عنوان مرد مقدس خدا و وارث شایسته وعده‌ها تربیت شد.
»